# Ітобаал (цар Сідона)
Ітобаал (д/н — бл. 682 до н. е.) — цар міста-держави Тіра в 701—682 роках до н. е.

## Життєпис
Походив з аристократії та жрецтва Сідону. 701 року до н. е. післі придушення антиассирійського повстання цар Сін-аххе-еріба передав Сідон від заколотника Лулі до Ітобаала.
Зберігав вірність Ассирії. 694 року до н. е. згадується під час ассирійського походу проти Еламського царства. Ймовірно за виявлену звитягу отримав від Сін-аххе-еріби підтвердження прав свого сина (брата) Абдімільката на трон Тіру, куди того поставив близько 695 року до н. е. Втім особисто побоювався зайняти Тір через підозри ассирійського царя у спробі відновити Тіро-Сідонське царство.
Помер близько 682/681 року до н. е. Трон спадкував син (брат) Абдімількат.